# Boianu Mare
Boianu Mare is een Roemeense gemeente in het district Bihor.

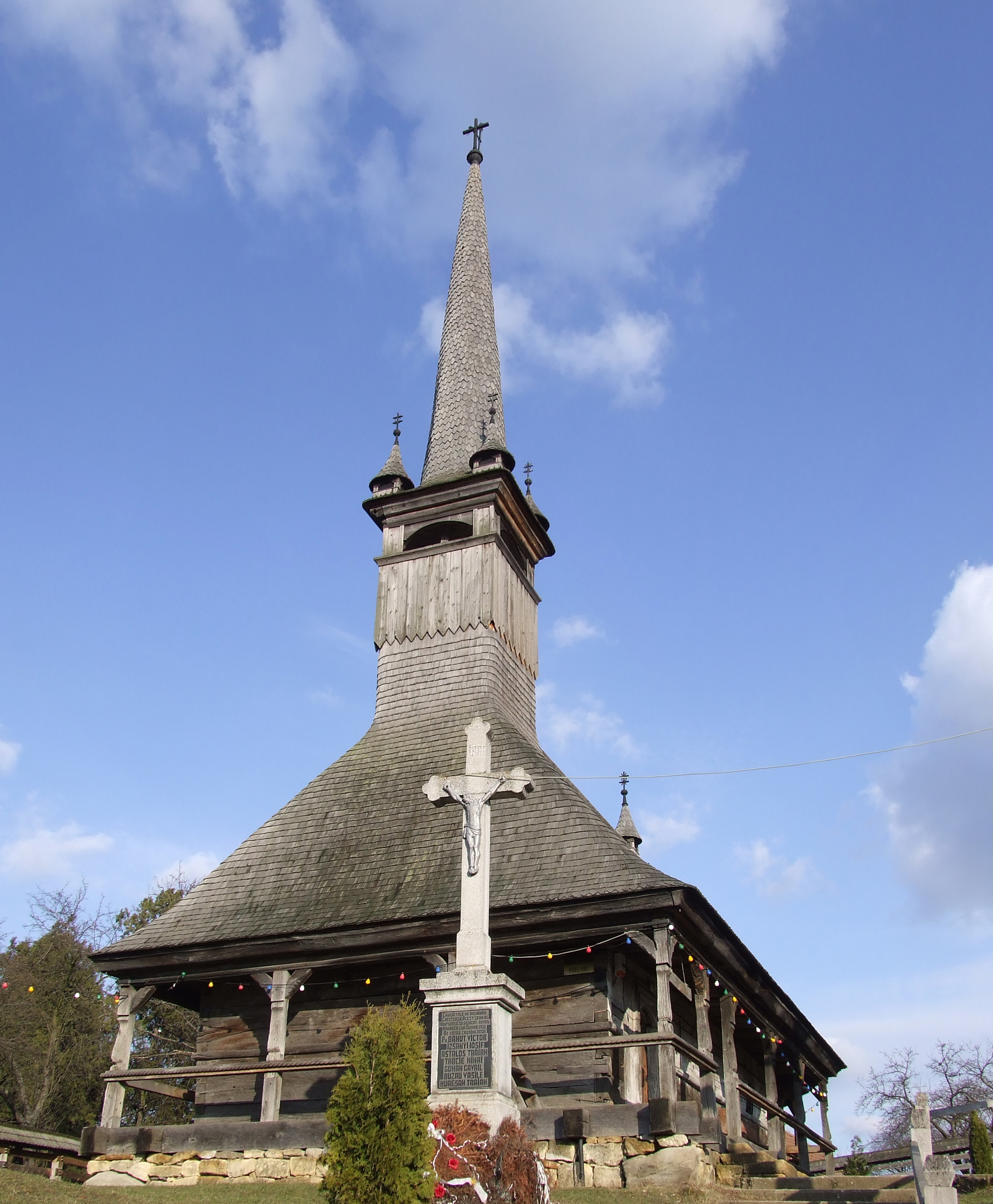
Kerk in Boianu Mare

Boianu Mare telt 1404 inwoners.